# 卡廷鮑國家公園

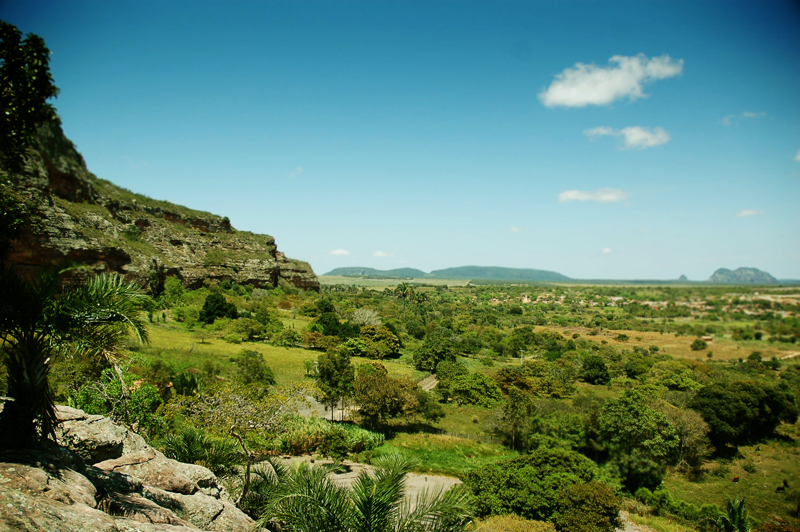

8°37′00″S 37°09′00″W / 8.61667°S 37.15°W
卡廷鮑國家公園（葡萄牙語：Parque Nacional do Catimbau），是巴西的國家公園，位於該國東北部伯南布哥州，成立於2002年12月13日，佔地6.2萬公頃，覆蓋布伊基、伊比米林和圖帕納廷加地區。